# 米爾豪森 (印第安納州)
米爾豪森（英語：Millhousen）是一個位於美國印地安納州第開特縣的城鎮。

## 地理
米爾豪森的座標為39°12′39″N 85°26′01″W / 39.21083°N 85.43361°W，而該地的平均海拔高度為273米（即896英尺）。

## 人口
根據2010年美國人口普查的數據，米爾豪森的面積為2.62平方千米，當中陸地面積為2.62平方千米，而水域面積為0.00平方千米。當地共有人口127人，而人口密度為每平方千米48人。